# Kryštof Báthory
Kryštof Báthory (1530, Szilágysomlyó – 27. května 1581 Gyulafehérvár, dnes Alba Iulia) byl kníže (vévoda) sedmihradský a starší bratr polského krále Štěpána Báthoryho.

## Život
Narodil se v Sedmihradsku jako syn Štěpána VIII. Báthory. Roku 1557 ho královna Isabela Jagellonská, manželka uherského vzdorokrále Jana Zápolského, vyslala ke dvoru francouzského krále. Kolem roku 1565 byl ve službách jejího syna, uherského krále Jana Zikmunda Zápolského a v bitvě u Chustu dosáhl významného vítězství nad Turky. V letech 1571–1576 byl velitelem (kapitánem) pevnosti Velký Varadín. Když se roku 1576 jeho bratr Štěpán Báthory stal polským králem, nastoupil po něm jako vévoda sedmihradský.
Jeho syn Zikmund Báthory (1572–1613) nastoupil po něm jako vévoda sedmihradský, od roku 1599 však tuto zemi vyměnil s Rudolfem II. za Knížectví opolské a ratibořské. Roku 1604 obdržel inkolát v Čechách a zemřel v Praze. Dcera Griselda Báthoryová byla třetí manželkou Jana Zamoyského.